# Az-Zahra (Al-Hasaka)
Az-Zahra – wieś w Syrii, w muhafazie Al-Hasaka. W 2004 roku liczyła 244 mieszkańców.